# Adam Holm Jørgensen
Adam Holm Jørgensen (Frederiksberg, 1º settembre 2002) è un ciclista su strada danese che corre per il Team ColoQuick.

## Palmarès

### Strada
- 2022 (BHS-PL Beton Bornholm, una vittoria)

3ª tappa Tour de l'Avenir (Civray > La Trimouille)

## Piazzamenti

### Competizioni mondiali
- Campionati del mondo

Fiandre 2021 - Cronometro Under-23: 18º
Wollongong 2022 - Cronometro Under-23: 30º
Wollongong 2022 - In linea Junior: ritirato
Zurigo 2024 - Cronometro Under-23: 27º

### Competizioni europee
- Campionati europei

Alkmaar 2019 - Cronometro Junior: 4º
Alkmaar 2019 - In linea Junior: ritirato
Trento 2021 - Cronometro Under-23: 13º
Anadia 2022 - Cronometro Under-23: 36º
Anadia 2022 - Staffetta Under-23: non partito
Anadia 2022 - In linea Under-23: ritirato
Limburgo 2024 - Cronometro Under-23: 13º
Limburgo 2024 - In linea Under-23: 82º